# Rapallotraktaten
Rapallotraktaten var en aftale, der blev underskrevet 16. april 1922 i Rapallo nær Genoa i Italien, mellem Tyskland og den russiske sovjetrepublik, der blev en del af Sovjetunionen senere samme år. Traktaten, der var en udløber af Geneve-konferencen om Europas økonomiske genrejsning efter 1. verdenskrig, indebar, at begge lande frasagde sig de gensidige territoriale og økonomiske krav, der fulgte af Brest-Litovsk-freden. Desuden indeholdt traktaten en formalisering af forholdet mellem Tyskland og Sovjetunionen. De to lande havde begge et modsætningsforhold til krigssejrherrerne Storbritannien og Frankrig.
Et hemmeligt tillæg til Rapallotraktaten, underskrevet 29. juli, indebar, at tyske styrker fik adgang til at træne og forske i Sovjetunionen med moderne våben som panservogne, fly og giftgas, hvilket var et klart brud på Versaillestraktaten.
På trods af en ny traktat indgået i Berlin i 1926, blev forholdet mellem de to magter gradvist svækket, men først den 22. juni 1941 blev aftalen formelt ophævet, da Tyskland startede Operation Barbarossa.